# Darjusz Hazratgholizade
Darjusz Hazratgholizade (pers. داریوش حضرتقلی‌زاده; ur. 1995) – irański zapaśnik walczący w stylu wolnym. Srebrny medalista mistrzostw Azji w 2022 roku.